# Крупнокалиберная снайперская винтовка

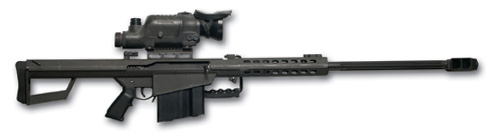
Винтовка Barrett M82A1 с ночным прицелом

Крупнокалиберная снайперская винтовка — снайперская винтовка калибра от 9 мм до 20 мм включительно, как правило стрелковый комплекс (оружие + патрон). 
Такие винтовки, как правило, значительно превосходят обычные снайперские винтовки по дальности эффективной стрельбы и энергии пули, а также массе, габаритам и отдаче, что сказывается на области их применения. Пуля из такой винтовки практически всегда пробивает бронежилеты даже самых тяжёлых классов и зачастую может поражать цель в бронетранспорте с достаточным запреградным действием, чтобы нанести тяжелейшие повреждения. На Западе крупнокалиберные снайперские винтовки принято классифицировать как винтовки для поражения материальных средств противника (англ. anti-materiel rifle), предназначаются для нейтрализации или критического повреждения дорогостоящего оборудования и небронированной военной техники противника: радиолокационного оборудования, управляемых ракет на пусковых установках, бензобаков и ёмкостей с нефтепродуктами, и других объектов, в то время как стрельба по живой силе является второстепенной задачей. По мнению оружейного эксперта Йена Хогга, будущее снайпинга на сверхбольшие расстояния с применением крупнокалиберных винтовок заключается в том, чтобы лишить противника возможности сопротивляться, нейтрализовав его военную технику и оборудование, а не в примитивном уничтожении живой силы.

## История применения

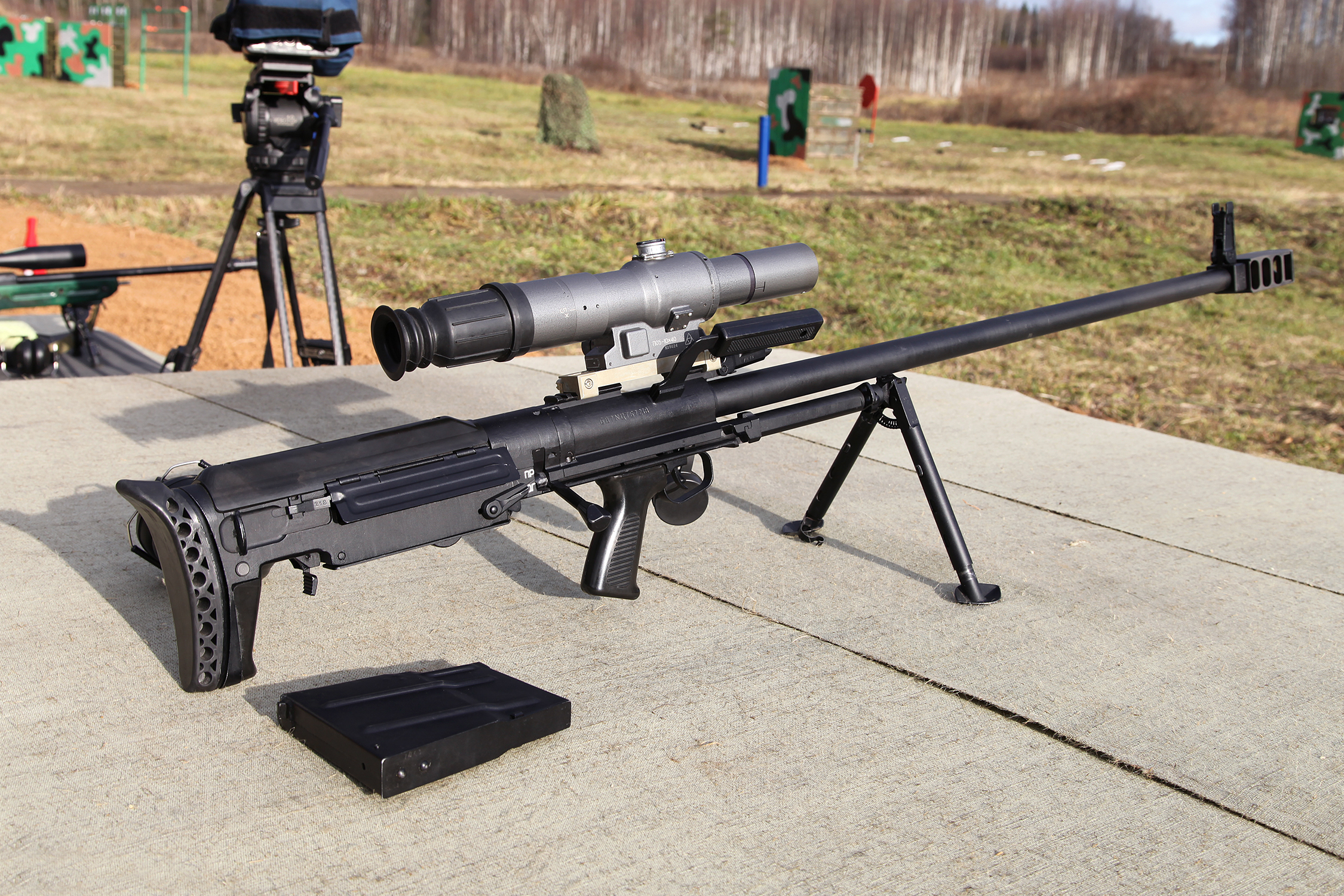
Российская АСВК

Предками подобного класса оружия можно считать тяжёлые крепостные ружья, использовавшиеся в XIX веке, например, русскими войсками под Плевной во время Русско-турецкой войны 1877—1878 годов. В течение Первой мировой войны англичане применяли винтовки под сверхмощный охотничий патрон .600 Nitro Express для поражения целей за бронещитами из окопов. А немцы разработали первое в мире противотанковое ружьё, для борьбы с английскими танками — Mauser T-Gewehr под специальный патрон 13,25×92 мм SR, положившего начало современным патронам для крупнокалиберного армейского стрелкового оружия.
Во время Второй мировой войны распространение получили противотанковые ружья, например, советские ПТРС и ПТРД, которые по современной классификации можно смело отнести к крупнокалиберным винтовкам, но невысокая кучность (~5-7 MOA, при приемлемых для снайперов ≤2-х MOA) не позволяет считать их снайперскими. После окончания войны этот класс стрелкового оружия практически перестал существовать по причине резкого усиления бронирования военной техники, для поражения которой он предназначался.
В 1942 году в Ленинграде разработали экспериментальное 14,5-мм противотанковое ружьё типа ЗИФ, имевшее оптический прицел. Позже укороченные варианты ЗИФ-11, ЗИФ-11А и ЗИФ-11Б позиционировались как «снайперские бронебойные ружья» в противовес финским Lahti L-39, которые, предположительно, использовались как снайперское оружие на ленинградском фронте.
Первой винтовкой «новой волны» стала американская M500, созданная компанией Research Armaments Prototypes (RAP) в 1981—1982 годах для вооружённых сил США, однако настоящая известность пришла к новому виду вооружения только после успешного применения Barrett M82 («Light Fifty») во время войны в Персидском заливе.
Чуть позже в СССР также вспомнили о том, что калибр снайперской винтовки можно и нужно увеличить, но результаты этой работы появились уже в постсоветский период. На сегодня несколько типов КСВ производится в России, и один тип КСВ в Азербайджане.

## Описание

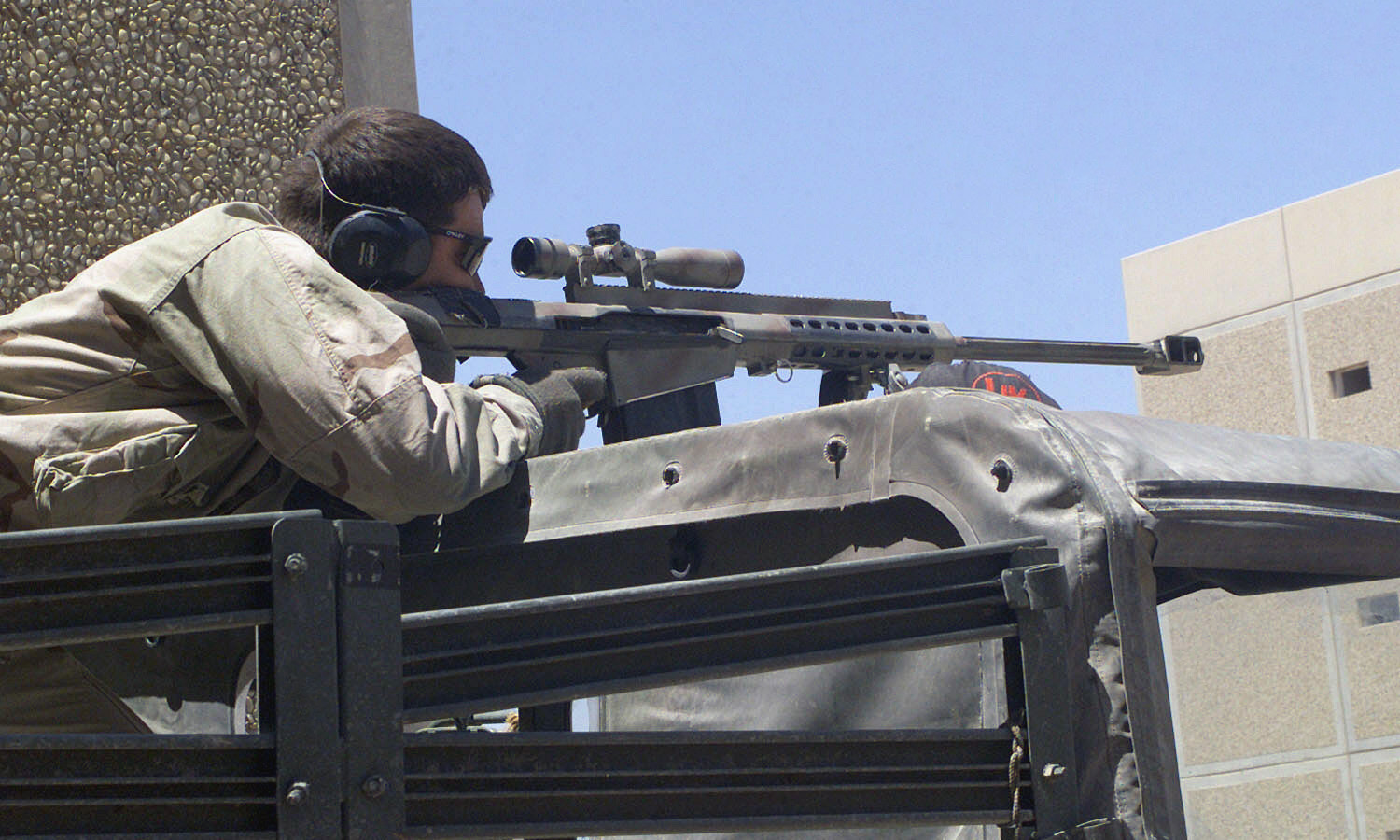
Огневая подготовка американских снайперов, винтовка Barrett 0.50 Light Fifty Model 82A1

Разработка современных крупнокалиберных снайперских винтовок началась в начале 1980-х годов. Крупнокалиберные снайперские винтовки применяются для выведения из строя легкобронированной и небронированной техники (автомашин, находящихся на земле и низколетящих самолётов и вертолётов и др.), средств разведки, управления и связи (антенн РЛС, спутниковой связи и др.), защищённых огневых точек (стрельба по амбразурам и приборам наблюдения ДОТов и др.), уничтожения неразорвавшихся мин и авиабомб. Также крупнокалиберные снайперские винтовки применяются для борьбы со снайперами противника.
Чаще всего в подобных винтовках используются патроны калибра 12,7 мм (12,7×99 мм НАТО и советский/российский 12,7×108 мм), позаимствованные у крупнокалиберных пулемётов, запаса энергии которых хватает для пробивания штатных армейских средств защиты на всей дальности полёта пули. Из-за больших габаритов и массы подобные винтовки не могут полностью раскрыть свой потенциал в «линейных» подразделениях, чего нельзя сказать о различных группах специального назначения.

## Представители
| Название модели             | Государство    | Патрон                           | Автоматика                               |
| --------------------------- | -------------- | -------------------------------- | ---------------------------------------- |
| Accuracy International AS50 | Великобритания | 12,7×99 мм                       | Отвод пороховых газов, перекос затвора   |
| Accuracy International AW50 | Великобритания | 12,7×99 мм                       | Скользящий затвор                        |
| AR-50                       | США            | 12,7×99 мм                       | Скользящий затвор                        |
| AM50                        | Иран           | 12,7×99 мм                       | Скользящий затвор                        |
| AMR-2                       | Китай          | 12,7×108 мм                      | Скользящий затвор                        |
| Barrett M82                 | США            | 12,7×99 мм                       | Короткий ход ствола, поворотный затвор   |
| Barrett M90                 | США            | 12,7×99 мм                       | Скользящий затвор                        |
| Barrett M99                 | США            | 12,7×99 мм .416 Barrett          | Скользящий затвор                        |
| ČZW-127                     | Чехия          | 12,7×99 мм                       | Полусвободный затвор                     |
| DSR 50                      | Германия       | 12,7×99 мм                       | Скользящий затвор                        |
| Falcon                      | Чехия          | 12,7×99 мм                       | Скользящий затвор                        |
| Gepard                      | Венгрия        | 12,7×99 мм                       | Скользящий затвор                        |
| M99B / M06                  | Китай          | 12,7×108 мм                      | Отвод пороховых газов, перекос затвора   |
| IST 14,5 Истиглал           | Азербайджан    | 14,5×114 мм                      | Скользящий затвор                        |
| IST 12,7 Мубариз            | Азербайджан    | 12.7х108 мм                      | Скользящий затвор                        |
| СГМ-12,7                    | Украина        | 12.7х108 мм                      | Скользящий затвор                        |
| Snipex Alligator            | Украина        | 14,5×114 мм                      | Скользящий затвор                        |
| Mechem NTW-20               | ЮАР            | 14,5×114 мм 20×83,5 мм 20×110 мм | Скользящий затвор                        |
| OM 50 Nemesis               | Швейцария      | 12,7×99 мм                       | Скользящий затвор                        |
| PGM Hecate II               | Франция        | 12,7×99 мм                       | Скользящий затвор                        |
| Pindad SPR-2                | Индонезия      | 12,7×99 мм                       | Скользящий затвор                        |
| QBU-09                      | Китай          | 12,7×108 мм                      | Скользящий затвор                        |
| Remington 700               | США            | 12,2×82,6 мм                     | Скользящий затвор                        |
| RT-20                       | Хорватия       | 20×110 мм                        | Скользящий затвор                        |
| Steyr HS .50                | Австрия        | 12,7×99 мм                       | Скользящий затвор                        |
| Steyr IWS 2000              | Австрия        | 15,2 × 169 мм                    | Отдача ствола с длинным ходом            |
| Truvelo .50                 | ЮАР            | 12,7×99 мм                       | Скользящий затвор                        |
| Truvelo 14.5                | ЮАР            | 14,5×114 мм                      | Скользящий затвор                        |
| Truvelo 20×82               | ЮАР            | 20×82 мм                         | Скользящий затвор                        |
| Truvelo 20×110              | ЮАР            | 20×110 мм                        | Скользящий затвор                        |
| WKW Wilk                    | Польша         | 12,7×99 мм                       | Скользящий затвор                        |
| Араш                        | Иран           | 20×102 мм                        | Скользящий затвор                        |
| АСВК                        | Россия         | 12,7×108 мм                      | Скользящий затвор                        |
| Борбало-213                 | Грузия         | 12,7×108 мм                      | Скользящий затвор                        |
| Видхвансак                  | Индия          | 12,7×108 мм 14,5×114 мм 20×82 мм | Скользящий затвор                        |
| Застава М12 «Чёрное копье»  | Сербия         | 12,7×108 мм                      | Скользящий затвор                        |
| Застава М93 «Чёрная стрела» | Сербия         | 12,7×108 мм 12,7×99 мм           | Скользящий затвор                        |
| Зульфикар                   | Йемен          | 23×152 мм                        |                                          |
| К-15                        | Армения        | 12,7×108 мм                      | Скользящий затвор                        |
| ОСВ-96                      | Россия         | 12,7×108 мм                      | Отвод пороховых газов, поворотный затвор |
| ОЦ-44                       | Россия         | 12,7×108 мм                      | Отвод пороховых газов, поворотный затвор |
| ПДШП                        | Грузия         | 12,7×108 мм                      | Отвод пороховых газов, поворотный затвор |
| ПДШП-2                      | Грузия         | 14,5×114 мм                      | Скользящий затвор                        |
| Сатевари                    | Грузия         | 12,7×108 мм                      | Скользящий затвор                        |
| Тактаб                      | Иран           | 14,5×114 мм                      | Скользящий затвор                        |
| Шахер                       | Иран           | 14,5×114 мм                      | Скользящий затвор                        |
| ВССК "Выхлоп"               | Россия         | 12.7×55                          | Скользящий затвор                        |
| Цзыцзян М99                 | Китай          | 12,7×108 мм                      | Скользящий затвор                        |

## В культуре
- В романе «Красношейка» норвежского писателя Ю Несбё убийца пользуется крупнокалиберной снайперской винтовкой, названной в книге «винтовкой Мерклина».